# Charli
Charli — третий студийный альбом английской певицы и автора песен Charli XCX, выпущенный 13 сентября 2019 года.
С альбома Charli были выпущены синглы «1999» с Троем Сиваном, «Blame It on Your Love» с Лиззо и «Gone» с Christine and the Queens. Помимо синглов были выпущены и промо-треки «Cross You Out» с Sky Ferreira, «2099», «Warm» с Haim и «February 2017» с Clairo и Yaeji. Альбом был тепло встречен критиками, которые высоко оценили продакшн и написание песен.

## Информация

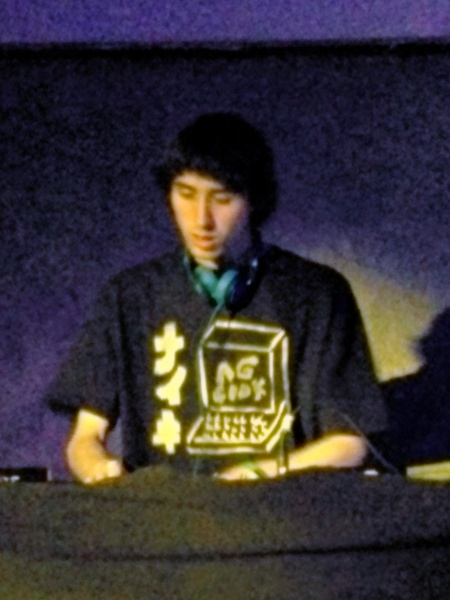
Исполнительный продюсер альбома A. G. Cook придумал его название Charli.

В 2017 году Чарли XCX готовилась к выпуску своего третьего студийного альбома, однако хакеру удалось украсть несколько демо-треков с ее Google Drive и слить их в интернет.
Фанаты певицы дали этому альбому неофициальной название XCX World, хотя название и список треков для альбома так и не были окончательно определены. После массового слива треков Чарли свернула проект и решила записать новый альбом.
В октябре 2018 года, после летнего выпуска серии ежемесячных синглов, Чарли выпустила лид-сингл «1999» с альбома. Сам альбом Чарли и исполнительный продюсер A. G. Cook начали записывать  в ноябре 2018 года в студии музыканта Flume в Лос-Анджелесе, Калифорния. Первоначально проект планировался как третий релиз в трилогии микстейпов Number 1 Angel и Pop 2, и в названии должна была присутствовать цифра «3», но этот план так и не был доработан. После двух недель записи Чарли XCX решила, что эта работа станет ее третьим студийным альбомом. Запись альбома продолжилась в студии Eagle Rock с января по март 2019, где происходила большая часть написания песен и продюсирования альбома. Песня «White Mercedes» была записана дома у Эндрю Уайтта. После отказа от идеи использовать цифру «3» в названии рабочим названием альбома было Best Friends, но затем Кук предложил название Charli.

## Релиз и промо
13 июня 2019 года Чарли анонсировала альбом Charli вместе с обложкой, датой релиза и списком треков. Чарли представила песню «Gone» вместе с Christine and the Queens на фестивале Primavera Sound в Барселоне 30 мая и песню «2099» с Троем Сиваном на концерте Go West Fest в Лос-Анджелесе 6 июня.
В поддержку альбома Чарли отправилась в мировой тур Charli Live Tour. О туре было объявлено одновременно с официальным анонсом альбома 13 июня 2019 года. Тур начался 20 сентября 2019 года в Атланте, США, и завершился в феврале 2020 года в Австралии.

### Синглы
Лид-сингл альбома — совместная работа с австралийским певцом Троем Сиваном под названием «1999». Сингл был выпущен 8 октября 2018, а музыкальное видео — 11 октября 2018 года. Второй сингл, представляющий собой оригинальную версию «Track 10» микстейпа Pop 2, был выпущен 15 мая 2019 года под названием «Blame It on Your Love». В нем участвует американская певица и рэпер Lizzo. Третий сингл,
«Gone», представлявший собой совместную работу с французской певицей и автором песен Christine and the Queens, был выпущен 17 июля 2019 вместе с клипом. Четвёртым синглом стала песня «White Mercedes», выпущенная 23 октября 2019 года. Клип был представлен 11 октября 2019 года.

### Промо-синглы и ремиксы
Первый промо-сингл «Cross You Out» с участием американской певицы и автора песен Sky Ferreira был выпущен 16 августа 2019 года. Второй промо-сингл «Warm» с участием американской поп-рок-группы Haim был выпущен 30 августа 2019 года. Третий промо-сингл «February 2017» с участием американской певицы и автора песен Clairo и корейско-американского исполнителя электронной музыки Yaeji был выпущен 6 сентября 2019 года. Четвертый и последний промо-сингл «2099» с участием Сивана был выпущен 10 сентября 2019 года. Через неделю, 17 сентября 2019 года, был выпущен видеоклип.
Ремикс The No Boys на трек «Click» был выпущен 11 октября 2019. В ремиксе был оставлен куплет Kim Petras, а куплет Томми Кэша заменили на куплет Slayyyter.

## Отзывы критиков
| Совокупная оценка    | Совокупная оценка |
| Источник             | Оценка            |
| -------------------- | ----------------- |
| Album of the Year    | 79/100            |
| AnyDecentMusic?      | 7.6/10            |
| Metacritic           | 80/100            |
| Оценки критиков      |                   |
| Источник             | Оценка            |
| AllMusic             | [ 33 ]            |
| The Guardian         | [ 34 ]            |
| The Line of Best Fit | 7/10              |
| NME                  | [ 36 ]            |
| Pitchfork            | 7.8/10            |
| Q                    | [ 38 ]            |
| Rolling Stone        | [ 39 ]            |
| The Skinny           | [ 40 ]            |
| Slant Magazine       | [ 41 ]            |
| The Telegraph        | [ 42 ]            |

## Список композиций
| №                   | Название                                                                    | Автор(ы) | {{{extra_column}}}               | Длительность |
| ------------------- | --------------------------------------------------------------------------- | --- | -------------------------------- | ------------ |
| 1.                  | «Next Level Charli»                                                         | Charlotte Aitchison Alexander Guy Cook                                                                                           | A. G. Cook                       | 2:37         |
| 2.                  | «Gone» (совместно с Christine and the Queens)                               | Aitchison Noonie Bao Héloïse Letissier Linus Wiklund Nicholas Petitfrère Cook                                                    | Cook Lotus IV Ö Baseck [a]       | 4:06         |
| 3.                  | «Cross You Out» (при участии Скай Феррейры)                                 | Aitchison Bao Wiklund Cook | Cook Lotus IV                    | 3:28         |
| 4.                  | «1999» (совместно с Троем Сиваном)                                          | Aitchison Bao Oscar Holter Troye Sivan Brett McLaughlin                                                                          | Holter                           | 3:09         |
| 5.                  | «Click» (при участии Ким Петрас и Томми Кэша)                               | Aitchison Jaan Umru Rothenburg Theron Thomas Tommy Cash Dylan Brady Cook                                                         | Cook Umru Brady Ö [a]            | 3:53         |
| 6.                  | «Warm» (при участии Haim)                                                   | Aitchison Este Haim Danielle Haim Alana Haim Cook                                                                                | Cook                             | 3:45         |
| 7.                  | «Thoughts»                                                                  | Aitchison Cook | Cook                             | 3:11         |
| 8.                  | «Blame It on Your Love» (при участии Лиззо)                                 | Aitchison Sasha Sloan Bao StarGate Finn Keane Lizzo                                                                              | Stargate Cook [a] Keane [a]      | 3:12         |
| 9.                  | «White Mercedes»                                                            | Aitchison Andrew Wotman Ali Tamposi Nathan Perez                                                                                 | Andrew Watt Happy Perez Cook [a] | 3:23         |
| 10.                 | «Silver Cross»                                                              | Aitchison Cook | Cook                             | 3:28         |
| 11.                 | «I Don't Wanna Know»                                                        | Aitchison Cook | Cook                             | 3:05         |
| 12.                 | «Official»                                                                  | Aitchison Bao Patrik Berger Keane Cook                                                                                           | Cook Keane Berger                | 3:04         |
| 13.                 | «Shake It» (при участии Big Freedia, Cupcakke, Брук Кэнди и Паблло Виттара) | Aitchison Cook Petitfrère Elizabeth Harris Freddie Ross Jr. Pabllo Vittar Rodrigo Gorky Pablo Bispo Arthur Marques Zebu Maffalda | Cook Ö                           | 4:35         |
| 14.                 | «February 2017» (при участии Clairo и Yaeji)                                | Aitchison Claire Cottrill Katherine Yaeji Lee Charles Teiller Alexandre Teiller Caroline Beatrix Christine Maurin Cook           | Planet 1999 Cook                 | 2:33         |
| 15.                 | «2099» (при участии Троя Сивана)                                            | Aitchison Cook Sivan Petitfrère                                                                                                  | Cook Ö                           | 3:25         |
| Общая длительность: | Общая длительность:                                                         | Общая длительность: | Общая длительность:              | 50:56        |

| №                   | Название                                                               | Автор(ы)                                        | {{{extra_column}}}          | Длительность |
| ------------------- | ---------------------------------------------------------------------- | ----------------------------------------------- | --------------------------- | ------------ |
| 16.                 | «Gone» (Clarence Clarity Remix) (совместно с Christine and the Queens) | Aitchison Bao Letissier Wiklund Petitfrère Cook | Cook Lotus IV Ö Baseck [a]  | 3:51         |
| 17.                 | «Blame It on Your Love» (Kat Krazy Remix) (при участии Лиззо)          | Aitchison Sloane Bao StarGate Keane Lizzo       | StarGate Cook [a] Keane [a] | 2:30         |
| 18.                 | «1999» (Alphalove Remix) (совместно с Троем Сиваном)                   | Aitchison Bao Holter Sivan McLaughlin           | Holter                      | 3:55         |
| Общая длительность: | Общая длительность:                                                    | Общая длительность:                             | Общая длительность:         | 61:09        |

## Участники записи
Список был взят из примечаний к альбому.

### Музыканты и вокал
- Charli XCX – вокал
- A. G. Cook – продакшн (1–3, 5–7, 9–16), бэк-вокал, синтезаторы (12)
- Christine and the Queens – вокал (tracks 2, 16)
- Lotus IV – продакшн (2, 3, 16)
- Nicolas PetitfrèreШаблон:Efn-ur – продакшн (2, 5, 13, 15, 16)
- Sky Ferreira – дополнительный вокал (3)
- Troye Sivan – дополнительный вокал (4, 15, 18)
- Oscar Holter – продакшн, клавишные, басс, гитара (4, 18)
- Kim Petras – дополнительный вокал (5)
- Tommy Cash – дополнительный вокал (5)
- Dylan Brady – драм-продакшн, резкий шум (5)
- Umru – драм-продакшн, обработка вокала, басс, звуки синтезатора, "vibes" (5)
- Haim – дополнительный вокал (6)
- Lizzo – дополнительный вокал (8, 17)
- Mikkel Eriksen – гитара, пианино, синтезаторы, продакшн (8, 17)
- Tor Erik Hermansen – гитара, пианино, синтезаторы, продакшн (8, 17)
- Andrew Watt – клавишные, гитара, продакшн (9)
- Happy Perez – клавишные, гитара, продакшн (9)
- Chad Smith – барабаны (9)
- Noonie Bao – бэк-вокал (12)
- Finn Keane – бэк-вокал, гитара, продакшн (12)
- Patrik Berger – синтезаторы, продакшн (12)
- Big Freedia – дополнительный вокал (13)
- Cupcakke – дополнительный вокал (13)
- Brooke Candy – дополнительный вокал (13)
- Pabllo Vittar – дополнительный вокал (13)
- Clairo – дополнительный вокал (14)
- Yaeji – дополнительный вокал (14)
- Planet 1999 – драм-продакшн, синтезаторы, басс (14)

### Техническая часть
- Charli XCX – исполнительный продюсер
- A. G. Cook – исполнительный продюсер, сведение (1, 5–7, 10–14)
- Geoff Swan – сведение (1–3, 5–7, 10–16)
- Serban Ghenea – сведение(4, 9, 18)
- Mark "Spike" Stent – сведение (8, 17)
- John Hanes – микс-инженер (4, 9)
- Niko Battistini – ассистент микс-инженера (1–3, 5–7, 10–16)
- Joe Burgess – ассистент микс-инженера (1–3, 5–7, 10–16)
- Michael Freeman – ассистент микс-инженера (8, 17)
- Matt Wolach – ассистент микс-инженера (8, 17)
- Umru – инженер (5)
- Aaron Joseph – инженер (5)
- David Rodriguez – инженер (9)
- Blake Mares – инженер (10)
- Gethin Pearson – инженер (12)
- Ben Lorio – инженер, запись для Big Freedia (13)
- Nömak – инженер (13)
- Planet 1999 – инженер (14)
- Katherline Yaeji Lee – инженер (14)
- Kourosh Poursalehi – инженер (15)
- Sean Klein – инженер (15)
- Stuart Hawkes – мастеринг (1–3, 5–15)
- Randy Merrill – мастеринг (4)
- Clarence Clarity – мастеринг (16)
- AYA – мастеринг (17)
- Kevin Grainger – мастеринг (18)
- Lotus IV – запись со Sky Ferreira (3)
- Noah Passovoy – запись вокала (4, 18)
- Peter Carlsson – запись вокала, производство вокала (4, 18)
- Mikkel Eriksen – запись (8, 17)
- Thomas Warren – запись (8, 17)
- Oscar Schiller – запись с Brooke Candy (13)
- Bastien Doremus – вокальный инженер для Christine and the Queens (2, 16)
- Tommy Cash – вокальный инженер (5)
- Oscar Holter – продакшн вокала (4, 18)
- Andrew "Schwifty" Luftman – производственный координатор (9)
- Zvi "Angry Beard Man" Edelman – производственный координатор (9)
- Sarah "Goodie Bag" Shelton – производственный координатор (9)
- Drew "Grey Poupon" Salamunovich – производственный координатор (9)
- Jeremy "Jboogs" Levin – производственный координатор (9)
- David "Dsilb" Silberstain – производственный координатор (9)
- Samantha Corrie "SamCor" Schulman – производственный координатор (9)

### Дизайн и обложка
- Jed Skrzypczak – креативный дизайн
- Ines Alpha – digital art